# Вердуно
Вердуно (итал. Verduno) — коммуна в Италии, располагается в регионе Пьемонт, в провинции Кунео.
Население составляет 530 человек (2008 г.), плотность населения составляет 76 чел./км². Занимает площадь 7 км². Почтовый индекс — 12060. Телефонный код — 0172.
В коммуне 8 сентября особо празднуется Рождество Пресвятой Богородицы.

## Демография
Динамика населения:

## Администрация коммуны
- Официальный сайт: http://www.comune.verduno.cn.it/ Архивная копия от 19 мая 2009 на Wayback Machine